# Enclisis dichroma
Enclisis dichroma là một loài tò vò trong họ Ichneumonidae.